# Веллингтонский музей
Веллингтонский музей (англ. Wellington Museum) — музей, который расположен на Куинс-Уорф в Веллингтоне, Новая Зеландия. Занимает площади магазина The Bond Store 1892 года, историческое здание на набережной Джервуа в районе гавани Веллингтона. В 2013 году газета The Times назвала его одним из 50 лучших музеев мира.
В музее четыре этажа, на каждом расположены выставки об истории Веллингтона, где можно узнать про морскую историю города, ранние поселения маори и европейцев, а также как город развивался в течение 150 лет в качестве столицы Новой Зеландии. Киноэкран, расположенный между цокольным, первым и вторым этажами, показывает серию фильмов о Веллингтоне. Есть три театральных зоны: одна рассказывает легенды маори с помощью Призрака Пеппера, другая представляет собой памятник затонувшему парому «Вахине» в гавани Веллингтона, а на верхнем этаже расположена Веллингтонская машина времени. Новое выставочное пространство The Attic открылось в конце 2015 года после капитального ремонта и реставрации верхнего этажа.

## История
Музей открылся в 1972 году как Веллингтонский морской музей Совета гавани Веллингтона.
В 1989 году, в результате реорганизации местных органов власти по всей Новой Зеландии, музей был передан городскому совету Веллингтона и расширился, включив социальную историю региона. В здании разместили Музей города Веллингтона и Моря в 1999 году, а в июле 2015 года он стал называться Веллингтонским музеем. Им управляет компания Experience Wellington.

## Выставки
В музее представлены различные экспонаты, расположенные на четырех этажах главного офиса Веллингтонской гавани и здания магазина The Bond Store.

### The Bond Store
На этой выставке показана планировка исторического здания музея в том виде, в каком оно было в позднюю викторианскую эпоху, когда оно использовалось в качестве таможенного склада для хранения товаров.

### Telling Tales
Выставка «Рассказывая сказки» исследует историю города Веллингтон на протяжении XX-го века с использованием коллекции артефактов, отмечающих важные события. Однако позже «Рассказывающие сказки» была заменена на другую выставку — «Те Вангануи-а-Тара».

### Maritime Gallery and Wahine Theatre
Галерея демонстрирует морскую историю Веллингтона. Выставка включает в себя полномасштабную капитанскую каюту и экспозицию, посвящённую Страннику Пэдди.
Театр Вахине создан в память о катастрофе парома и включает в себя предметы, спасённые после крушения, а также кинотеатр, в котором демонстрируется короткометражный фильм новозеландского режиссера Гэйлин Престон.

### Von Kohorn Room
«Комната Фон Кохорна» когда-то была залом заседаний Совета гавани Веллингтона. Названа в честь барона Ральфа Стивена фон Кохорна в знак признания его значительного вклада в музей на протяжении многих лет. В 1987 году барон фон Кохорн был награжден Гражданской премией Веллингтона за заслуги перед городом. Он стал движущей силой бывшего морского музея Веллингтона, входил в руководящий комитет и правление Спортивного фонда, участвовал в создании Новозеландского архива устной истории, был финансовым председателем в Cot Death Research и входил в совет директоров Фонда Фулбрайта 29 лет.